# Розьер-ан-Сантерр (кантон)
Розьер-ан-Сантерр (фр. Rosières-en-Santerre) — упраздненный кантон во Франции, регион Пикардия, департамент Сомма. Входил в состав округа Мондидье.
В состав кантона входили коммуны (население по данным Национального института статистики за 2009 г.):
- Аллю (173 чел.)
- Арбоньер (1 480 чел.)
- Байонвилле (356 чел.)
- Бофор-ан-Сантерр (181 чел.)
- Бушуар (282 чел.)
- Варвилле (130 чел.)
- Врели (452 чел.)
- Гийокур (385 чел.)
- Ке (730 чел.)
- Ла-Шаватт (57 чел.)
- Меарикур (587 чел.)
- Мокур (154 чел.)
- Парвилле-ле-Кенуа (208 чел.)
- Пенши (76 чел.)
- Розьер-ан-Сантерр (2 894 чел.)
- Рувруа-ан-Сантерр (202 чел.)
- Фоли (120 чел.)
- Франсар (147 чел.)
- Фукекур (158 чел.)
- Шийи (197 чел.)

## Экономика
Структура занятости населения:
- сельское хозяйство — 8,3 %
- промышленность — 22,9 %
- строительство — 8,2 %
- торговля, транспорт и сфера услуг — 34,3 %
- государственные и муниципальные службы — 26,3 %

## Политика
На президентских выборах 2012 г. жители кантона отдали в 1-м туре Франсуа Олланду 29,2 % голосов против 27,3 % у Марин Ле Пен и 21,7 % у Николя Саркози, во 2-м туре в кантоне победил Олланд, получивший 57,8 % голосов (2007 г. 1 тур: Саркози — 27,9 %, Сеголен Руаяль — 24,5 %; 2 тур: Руаяль — 51,2 %). На выборах в Национальное собрание в 2012 г. по 5-му избирательному округу департамента Сомма они в поддержали кандидата Социалистической партии Валери Кюнн, получившую 38,2 % голосов в 1-м туре и 51,7 % — во 2-м туре.
|  | Кандидат    | Партия                  | % голосов |
|  | ----------- | ----------------------- | --------- |
|  | Жозе Сюэ    | Новый центр             | 56,59     |
|  | Эрик Лаки   | Социалистическая партия | 32,79     |
|  | Филипп Пьош | Национальный фронт      | 10,62     |